# 白毛桤叶树
白毛桤叶树（学名：Clethra nanchuanensis var. albescens）为桤叶树科桤叶树属下的一个变种。

## 扩展阅读
- 維基物種上的相關：白毛桤叶树